# 2016年リオデジャネイロオリンピックのバレーボール競技・男子南アメリカ予選
2016年リオデジャネイロオリンピックのバレーボール競技・男子南アメリカ予選（2016ねんリオデジャネイロオリンピックのバレーボールきょうぎ・だんしみなみアメリカよせん）は、2015年10月9日から11日までベネズエラのバルガス州マイクティアで開催された、2016年夏季オリンピック南アメリカ代表チームを決定する大会である。アルゼンチンが優勝し、オリンピック出場権を獲得した。

## 出場チーム
開催国（ベネズエラ）とワイルドカード3か国による計4か国・地域が出場した。
- ベネズエラ（開催国）
- アルゼンチン
- チリ
- コロンビア

## 大会形式

### 順位決定
1回戦総当たりのリーグ戦を行い、次の比較により順位を決定する。
1. 勝利数
2. 勝ち点（「3-2-1」方式による）
3. セット率
4. 得点率
5. ここまで同率であった場合は、直接対決の勝敗

優勝チームはそのままオリンピック出場が決定。2位チームは世界最終予選に出場、3位チームは大陸間プレーオフ出場権を得る。

### 試合会場
- Domo José María Vargas（バルガス州マイクティア）

## 試合結果
試合開始時刻はすべてベネズエラ時間（UTC-04:30）。
| 日程     | 開始  |              | 結果 |              | 1set  | 2set  | 3set  | 4set  | 5set  | 総得点  | R |
| -------- | ----- | ------------ | ---- | ------------ | ----- | ----- | ----- | ----- | ----- | ------- | - |
| 10月9日  | 16:00 | アルゼンチン | 3-0  | コロンビア   | 25-13 | 25-19 | 25-13 |       |       | 75-45   |   |
| 10月9日  | 19:00 | チリ         | 2-3  | ベネズエラ   | 18-25 | 21-25 | 25-20 | 27-25 | 11-15 | 102-110 |   |
| 10月10日 | 16:00 | アルゼンチン | 3-0  | チリ         | 25-22 | 25-17 | 25-19 |       |       | 75-58   |   |
| 10月10日 | 19:00 | ベネズエラ   | 3-1  | コロンビア   | 25-19 | 25-22 | 23-25 | 31-29 |       | 104-95  |   |
| 10月11日 | 16:00 | コロンビア   | 2-3  | チリ         | 36-34 | 20-25 | 18-25 | 30-28 | 10-15 | 114-127 |   |
| 10月11日 | 19:00 | ベネズエラ   | 2-3  | アルゼンチン | 12-25 | 25-22 | 12-25 | 27-25 | 12-15 | 88-114  |   |

## 最終結果
|      |              | 試合 | 試合 | Pts | セット | セット | セット   | 得点 | 得点 | 得点   |
| 順位 | チーム       | 勝   | 敗   | Pts | 得     | 失     | セット率 | 得点 | 失点 | 得点率 |
| ---- | ------------ | ---- | ---- | --- | ------ | ------ | -------- | ---- | ---- | ------ |
| 1    | アルゼンチン | 3    | 0    | 8   | 9      | 2      | 4.500    | 264  | 192  | 1.375  |
| 2    | ベネズエラ   | 2    | 1    | 6   | 8      | 6      | 1.333    | 302  | 311  | 0.971  |
| 3    | チリ         | 1    | 2    | 3   | 5      | 8      | 0.625    | 287  | 299  | 0.960  |
| 4    | コロンビア   | 0    | 3    | 1   | 3      | 9      | 0.333    | 254  | 306  | 0.830  |

|  | オリンピック出場が決定     |
|  | 世界最終予選出場が決定     |
|  | 大陸間プレーオフ出場が決定 |

## 個人賞
- MVP -  セバスチャン・ゲルベルト
- ベストアウトサイドスパイカー -  ファクンド・コンテ 、 エセキエル・パラシオス
- ベストミドルブロッカー -  セバスティアン・ソレ 、 イバン・マルケス
- ベストセッター -  ルチアーノ・デ・セッコ
- ベストオポジットスパイカー -  ケルビン・ピニェルア
- ベストリベロ -  ファクンド・サントゥッチ